# Gabriele Weingartner
Pour les articles homonymes, voir Weingartner.
Gabriele Weingartner (née le 2 décembre 1948 à Edenkoben) est une journaliste et écrivaine allemande qui écrit des récits, des romans et des essais. Elle vit à Sankt Martin dans le Palatinat rhénan.

## Formation et profession
Après le baccalauréat passé au Lycée Käthe Kollwitz-Neustadt de Neustadt an der Weinstraße, Weingartner a étudié les Lettres allemandes et l'Histoire à Berlin et Cambridge (Massachusetts). Elle travaille aussi comme journaliste culturelle et critique littéraire pour le quotidien Rheinpfalz et la chaîne de radio et de télévision SWR.

## Œuvres
- Fremd in unserer Mitte, Rheinland-pfälzisches Jahrbuch für Literatur 1, publié par von Gabriele Weingartner avec Michael Bauer et Sigfrid Gauch. Verlag Brandes & Apsel, Francfort-sur-le-Main 1994,  (ISBN 3-86088-437-9)
- Der Schneewittchensarg, roman, illustré par Volker Heinle. Edition Gollenstein, Blieskastel 1996,  (ISBN 3-930008-31-9)
- Unterwegs, Rheinland-pfälzisches Jahrbuch für Literatur 4, publié par Gabriele Weingartner avec Sigfrid Gauch et Josef Zierden. Verlag Brandes & Apsel, Francfort-sur-le-Main 1997,  (ISBN 3-86099-459-X)
- Frau Cassirers Brust, Erzählungen. Sternvogelverlag, Berlin 1999
- Bleiweiß, Roman. C. H. Beck Verlag, Munich 2000,  (ISBN 3-406-46606-0)
- Schreibtisch. Leben – Literarische Momentaufnahmen, publié par Gabriele Weingartner et Volker Heinle. Verlag Brandes & Apsel, Francfort-sur-le-Main 2004,  (ISBN 3-86099-504-9)
- Die Leute aus Brody, récits. Reihe Edition Künstlerhaus, Édition Das Wunderhorn, Heidelberg 2005,  (ISBN 3-88423-239-8)
- Fräulein Schnitzler, roman. Haymon Verlag, Innsbruck/Vienne 2006,  (ISBN 3-85218-499-1)

## Distinctions
- 1991 Prix littéraire Limburg de la ville de Bad Dürkheim, 2e place
- 1993 Bourse Amsterdam du Land de Rhénanie-Palatinat
- 1996 Prix d'encouragement Martha Saalfeld du Land de Rhénanie-Palatinat
- 1998 Bourse de la maison des artistes du château de Wiepersdorf
- 2000 Prix littéraire Gerty Spies de la centrale pour l'éducation politique du Land de Rhénanie-Palatinat
- 2000 Prix spécial du "Livre de l'année" du Cercle d'encouragement de l'écrivain allemand de Rhénanie-Palatinat
- 2001 Seconde bourse de la maison des artistes du château de Wiepersdorf
- 2005 Prix du "Livre de l'année" du Cercle d'encouragement de l'écrivain allemand de Rhénanie-Palatinat
- 2007 Plaquette Hermann Sinsheimer de la ville de Freinsheim